# Zwartven (Oudsbergen)
Het Zwartven is een ven gelegen in het Ophovenerbos op het Kempens Plateau in de gemeente Oudsbergen. Het ven is gelegen in het natuurgebied Duinengordel, en eenvoudig toegankelijk via het wandel- en fietsroutenetwerk.

## Ontstaan
Net als andere vennen in deze regio (oa. Ruiterskuilen en Turfven) is het Zwartven ontstaan door zandverstuiving en wordt het uitsluitend gevoed door regenwater.